# Xyrosaris campsiptila
Xyrosaris campsiptila is een vlinder uit de familie van de stippelmotten (Yponomeutidae). De wetenschappelijke naam van de soort werd in 1913 gepubliceerd door Edward Meyrick.